# Orléans
Orléans [ɔʁleˈɑ̃] ist eine Großstadt und eine Gemeinde (commune) in der Region Centre-Val de Loire, Frankreich. Die Stadt an der Loire ist Universitäts- und Bischofssitz mit einer eindrucksvollen Kathedrale und hat 116.344 Einwohner (Stand: 1. Januar 2022). Orléans ist Sitz der Präfektur des Départements Loiret.

## Lage und Klima
Die Altstadt von Orléans liegt auf dem Nordufer der Loire in einer Höhe von ca. 112 m; erst später kamen die Gemeinden auf dem Südufer hinzu. Die Stadt liegt knapp 130 km (Fahrtstrecke) südwestlich von Paris. Das Klima ist gemäßigt; Regen (ca. 640 mm/Jahr) fällt übers Jahr verteilt.

## Bevölkerungsentwicklung
| Jahr      | 1800   | 1851   | 1901   | 1954   | 1999    | 2018    |
| --------- | ------ | ------ | ------ | ------ | ------- | ------- |
| Einwohner | 41.937 | 47.393 | 67.311 | 76.439 | 113.126 | 116.238 |

Vor allem im 20. Jahrhundert erlebte die Stadt durch Eingemeindungen und Zuwanderung aus der ländlich geprägten, aber von der Mechanisierung der Landwirtschaft und somit von Arbeitslosigkeit betroffenen Umgebung ein anhaltendes Bevölkerungswachstum.

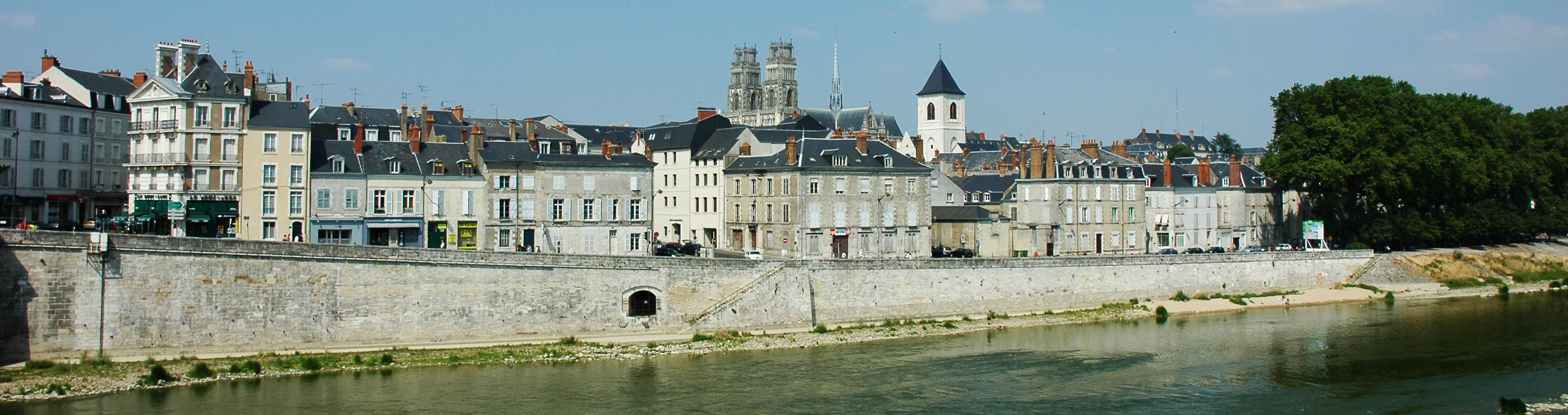
Panoramasicht auf Orléans

## Wirtschaft
War die Stadt zu Zeiten, als die Loire noch schiffbar war, ein Markt- und Handelszentrum, so ist sie heute eine Industriestadt sowie eine Dienstleistungsmetropole mit Gerichts- und Verwaltungseinrichtungen, Geschäften, Schulen, Hochschulen, Banken, Versicherungen, Gesundheitszentren, Hotels, Restaurants etc. Der Tourismus spielt eine wichtige Rolle im Wirtschaftsleben.

## Geschichte

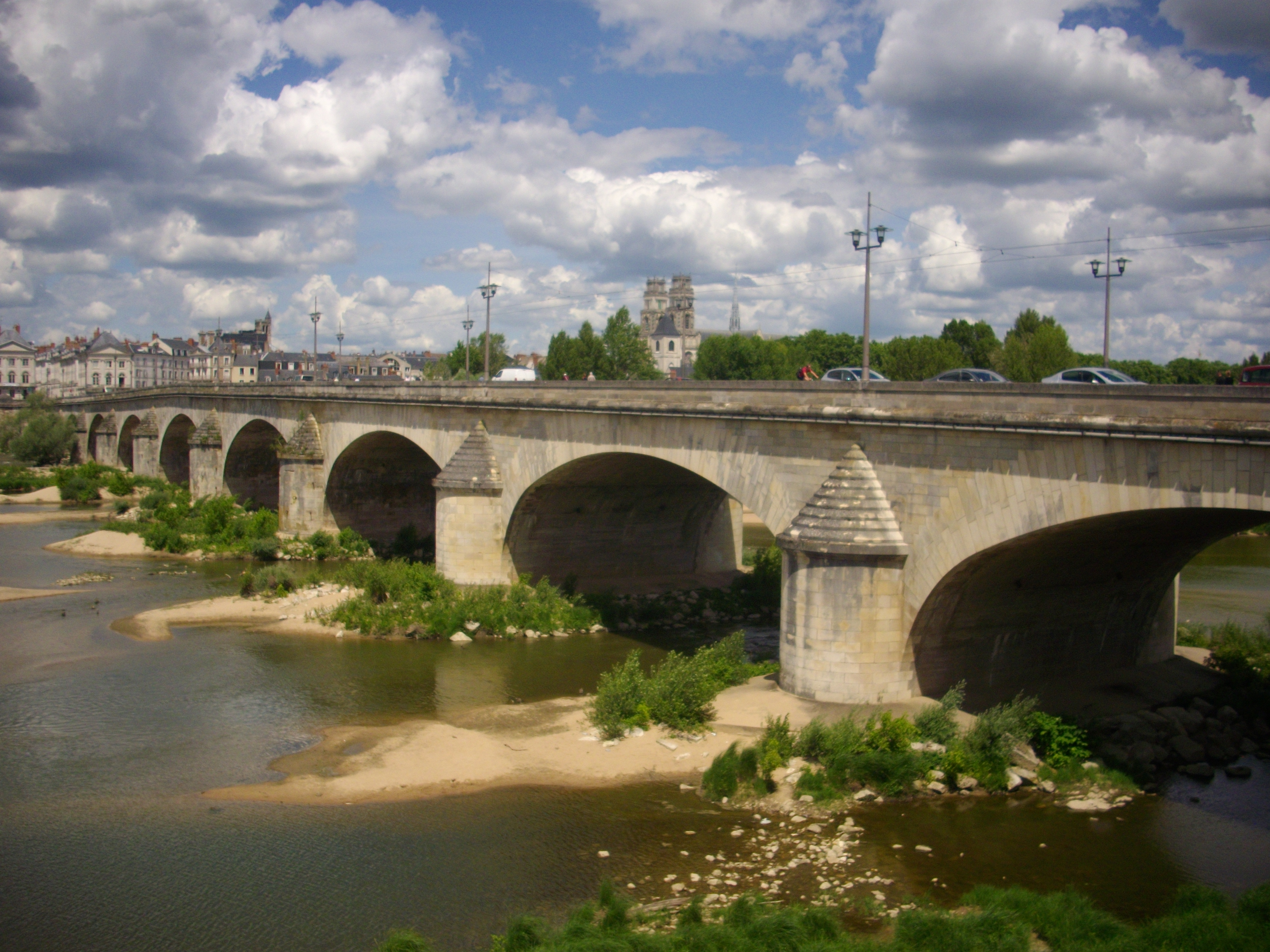
Straßenbrücke Pont George V über die Loire

### Altertum
An der Stelle des heutigen Orléans existierte in keltisch-(gallischer) Zeit der Ort Cenabum, der zum Gebiet der Karnuten gehörte und zusammen mit Autricum (heute Chartres) einer der Hauptorte dieses gallischen Stammes war.
Die Ansiedlung wurde im Jahr 52 v. Chr. von Cäsar erobert, der damit auch die Gewalt über den Hafen an der Loire erlangte. Die eigentliche Gründung erfolgte während der Regierungszeit des römischen Kaisers Aurelian; der Name Orléans stellt eine lautliche Weiterentwicklung des damaligen Ortsnamens Aurelianum dar. Im 4. Jahrhundert wurde die antike Stadt durch den Bau einer Stadtmauer gesichert. Mauern von bis zu 10 m Höhe und 3 m Dicke schlossen ein ca. 600 m langes und 400 m breites Rechteck mit einer Fläche von 25 ha ein. Das Zentrum der Stadt wurde vom Forum gebildet. Die wichtigsten Straßen waren der decumanus maximus, die heutige rue de Bourgogne, sowie der cardo maximus, die heutige Rue de la Poterne und die Rue Parisie. Außerhalb der ummauerten Stadt lagen zwei Nekropolen und das Amphitheater. Tatsächlich gelang es im Jahr 451 unter Führung von Bischof Aignan und auch dank der Stadtmauer, einen Angriff der Hunnen zurückzuschlagen.

### Mittelalter
In merowingischer Zeit wurde Orléans in den Jahren 511 bis 613 kurzfristig zum eigenständigen Königreich, später Hauptstadt von Neustrien. Von seiner Bedeutung der Stadt im Mittelalter zeugt auch die Tatsache, dass mehrere Könige hier gewählt und gekrönt wurden: Karl der Kahle (848); Robert II., genannt der Fromme (987) und Ludwig VI., genannt der Dicke (1108). Später war es eine Verwaltungseinheit im Rahmen einer Grafschaft.
Im Jahr 1022 kam es zur Verbrennung mehrerer hoher Gelehrter, darunter einige Kanoniker der Kathedrale von Orléans, im Zuge der Häresie von Orléans. Es handelt sich um die erste bekannte Verbrennung des christlichen Mittelalters.
Im Jahr 1344 konnten die Herren von Orléans zumindest wieder den Titel „Herzog“ erlangen. Wenige Jahre später wurde der Stadt durch einen Erlass von König Karl VI. eine eigenständige Verwaltung und eine unabhängige Finanzverwaltung zugestanden.
In den Jahren 1428 und 1429 war die Stadt im Hundertjährigen Krieg letzte Bastion der Franzosen gegen die Engländer. Am 8. Mai wurde sie unter Führung von Jeanne d’Arc, die in diesem Zusammenhang den Beinamen „Jungfrau von Orléans“ erhielt, von der Belagerung befreit.

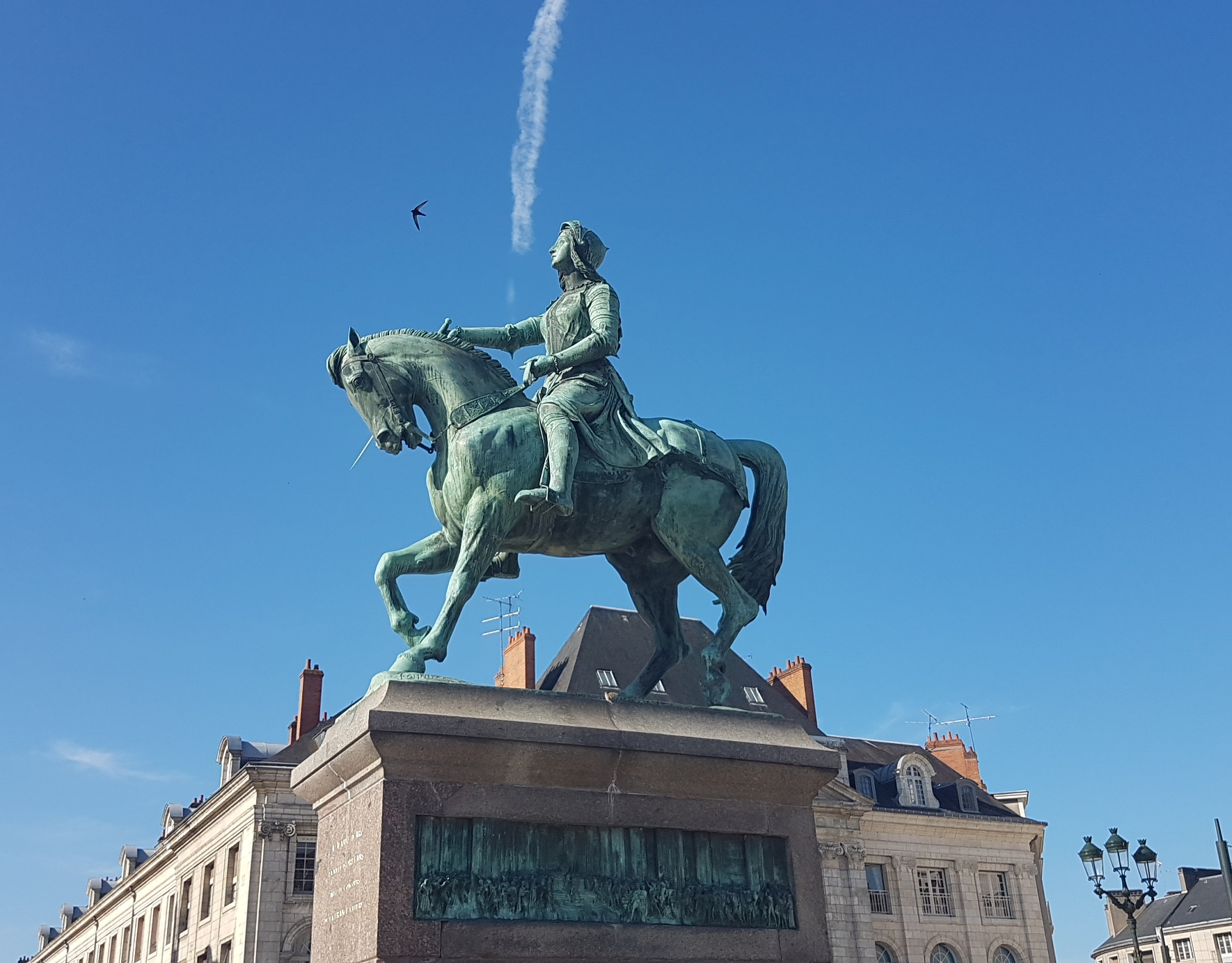
Jeanne-d’Arc-Monument

Einer ersten Stadterweiterung im Westen der gallorömischen Stadt im 14. Jahrhundert folgten zwei weitere: zunächst im 15. Jahrhundert östlich der ursprünglichen Stadtmauern, um das Kloster Saint Aignan zu schützen, und Anfang des 16. Jahrhunderts eine weitere erheblich umfangreichere im Westen und Norden.

### Neuzeit
Vom 13. Dezember 1560 bis 31. Januar 1561 waren in Orléans die Generalstände versammelt. Am 28. Januar 1562 wurde das Edikt von Orléans erlassen, das den Hugenotten Amnestie und Religionsfreiheit gewährte. Während des Ersten Hugenottenkriegs machten die Reformierten die Stadt 1562 zu ihrem Hauptquartier. 1563 belagerte der Herzog François von Guise Orléans und wurde dabei vor der Stadt ermordet.
In der Zeit der Renaissance entstanden zahlreiche stattliche Bürgerhäuser, die auch heute noch das Stadtbild zieren.
In der Neuzeit war Orléans der Name einer Seitenlinie der Bourbonen, die mit Louis-Philippe von 1830 bis 1848 auf den französischen Thron kam.
1791 bis 1792 war Orleans Sitz des Nationalen Hochgerichtes, da die Verfassung des Königreiches einen ausreichenden Abstand zur Hauptstadt Paris verlangte.

### 19. und 20. Jahrhundert
1825 wurde mit dem Bau der Prachtstraße Rue Jeanne d’Arc begonnen. Sie führt geradlinig von der heutigen Place du Général de Gaulle nach Osten zum Hauptportal der Kathedrale. Erst 1840 konnte sie fertiggestellt werden. Bereits seit 1853 ist Orléans mit Paris durch eine Eisenbahnlinie verbunden.
Im Deutsch-Französischen Krieg wurde nach der Schlacht von Orléans am 3. und 4. Dezember 1870 die Stadt bis zum Friedensschluss von deutschen Truppen besetzt.
Der Lokalhistoriker und Philatelist Jacques Billard geht davon aus, dass bereits seit 1937 republikanische Flüchtlinge aus dem Spanischen Bürgerkrieg in Orléans untergebracht wurden. Das sei überwiegend im Viertel Aydes und in einem Institut für junge Gehörlose im benachbarten Saint-Jean-de-la-Ruelle geschehen. Als die französische Regierung nach dem Ausbruch des Zweiten Weltkriegs am 5. September 1939 alle Staatsangehörigen des Deutschen Reiches und dessen Verbündeten zu feindlichen Ausländern erklärte und diese in Lagern internierte, wurden die zuvor genannten Orte zu Internierungslagern. Jacques Billards Ausführungen legen nahe, dass sie – gleich den Internierten im Internierungslager Cepoy – Anfang Juni aufgrund des Vorrückens der deutschen Wehrmacht in den Süden Frankreichs transportiert wurden. Ihnen folgten für wenige Tage noch Franzosen nach: verurteilte Straftäter und Menschen, die aus politischen Gründen in Haft saßen (Kommunisten, Anarchisten und Pazifisten).
Während der Besetzung durch deutsche Truppen im Zweiten Weltkrieg von 1940 bis 1944 war die Stadt eine wichtige Garnison von Truppenteilen der Wehrmacht und von Juli 1940 bis Februar 1941 auch Sitz des Frontstalags 153., in dem gefangen genommene französische Soldaten bis zu ihrer Verlegung nach Deutschland festgehalten wurden. Der Frontstalag 153 bestand aus mehreren Lagern, deren Standorte in der Stadt oder angrenzenden Gebieten aber nicht bekannt sind.
Der deutschen Besatzung war am 14. Juni 1940 ein Bombardement  vorausgegangen, dem vor allem die westlichen Teile der Altstadt zum Opfer fielen. Nach einem drei Tage dauernden Brand, den erst aus Paris herbeigeholte Feuerwehrleute bezwingen konnten, lagen 13 ha (nach anderer Quelle 17 ha) der Stadt in Schutt und Asche. Das Feuer hatte sich nahezu ungehindert von Haus zu Haus gefressen; die letzten Schwelbrände wurden erst im Oktober gelöscht. Auch das Maison de Jeanne d’Arc und das Kloster Couvent des Minimes, in dem das Archiv des Departements Loiret lagerte, wurden zerstört. Die Archivbestände gingen dabei zum großen Teil verloren. Nachdem am 16. Juni 1940 die ersten gepanzerten deutschen Fahrzeuge bereits den Pont George V überquert hatten, gelang es den Franzosen, diese Brücke über die Loire zu sprengen. Eine Stunde später zerstörten sie auch die zweite Straßenbrücke Pont Joffre; bei der Eisenbahnbrücke Pont de Vierzon gelang das hingegen nicht, sie wurde umgehend von der Wehrmacht als Übergang genutzt. Weitere Zerstörungen brachten alliierte Luftangriffe auf Verkehrswege (v. a. Brücken und Eisenbahnlinien). Am 16. August 1944 wurde Orléans befreit.
1959 wurde ein großes Teilgebiet der Gemeinde Saint-Cyr-en-Val nach Orléans eingemeindet. Dort entstand in den darauffolgenden Jahren die Trabantenstadt Orléans-La Source, die heute knapp 20.000 Einwohner hat und einen eigenen Wahlkreis (den Kanton Orléans-La Source) bildet. Dort ist auch die 1961 neugegründete Universität angesiedelt.

## Sehenswürdigkeiten
Mittelpunkt der Altstadt ist die Place du Martroi, auf der sich seit 1855 ein Reiterstandbild von Jeanne d’Arc befindet.

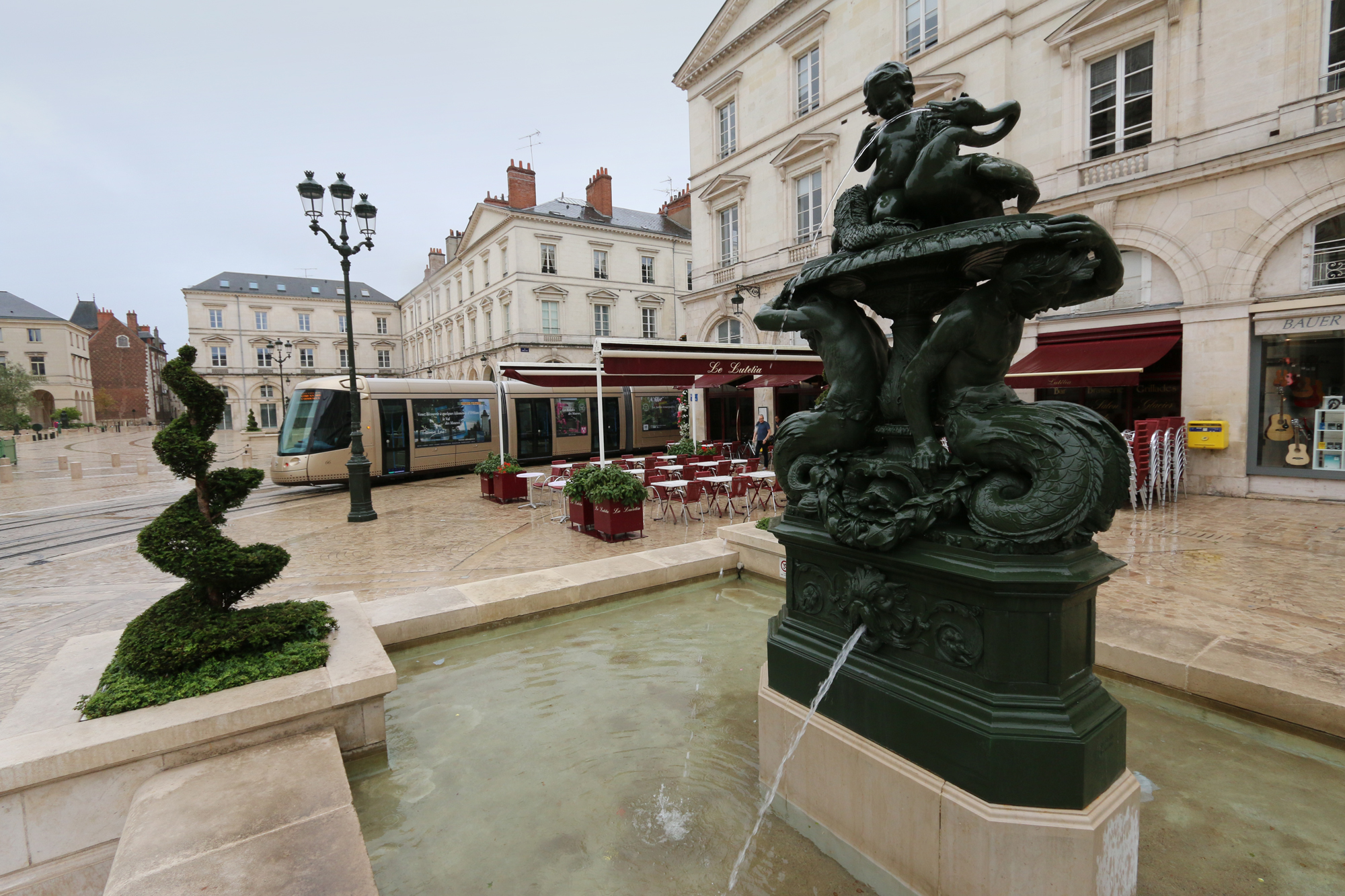
Place Sainte-Croix
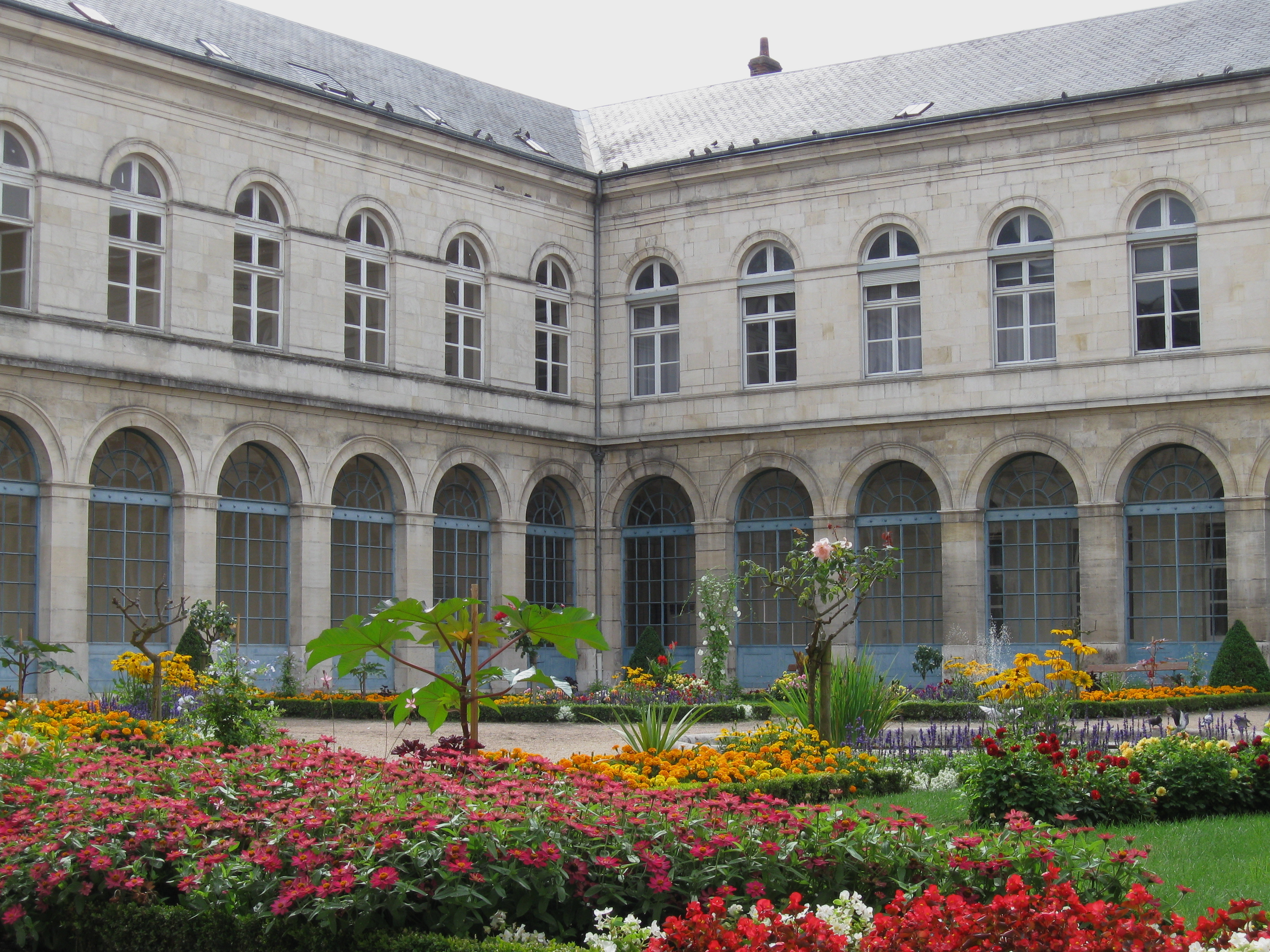
Krankenhaus Madeleine
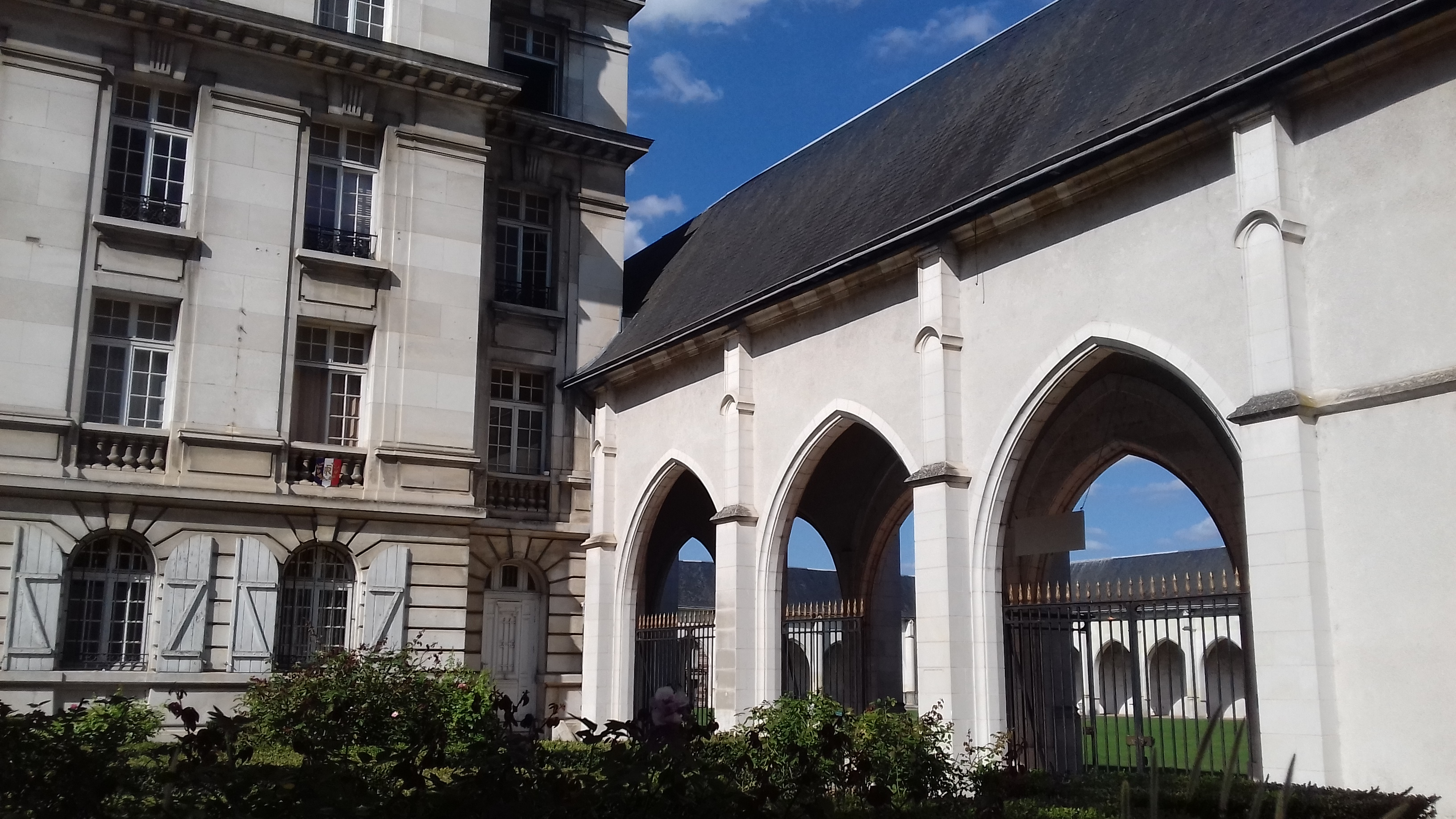
Campo Santo
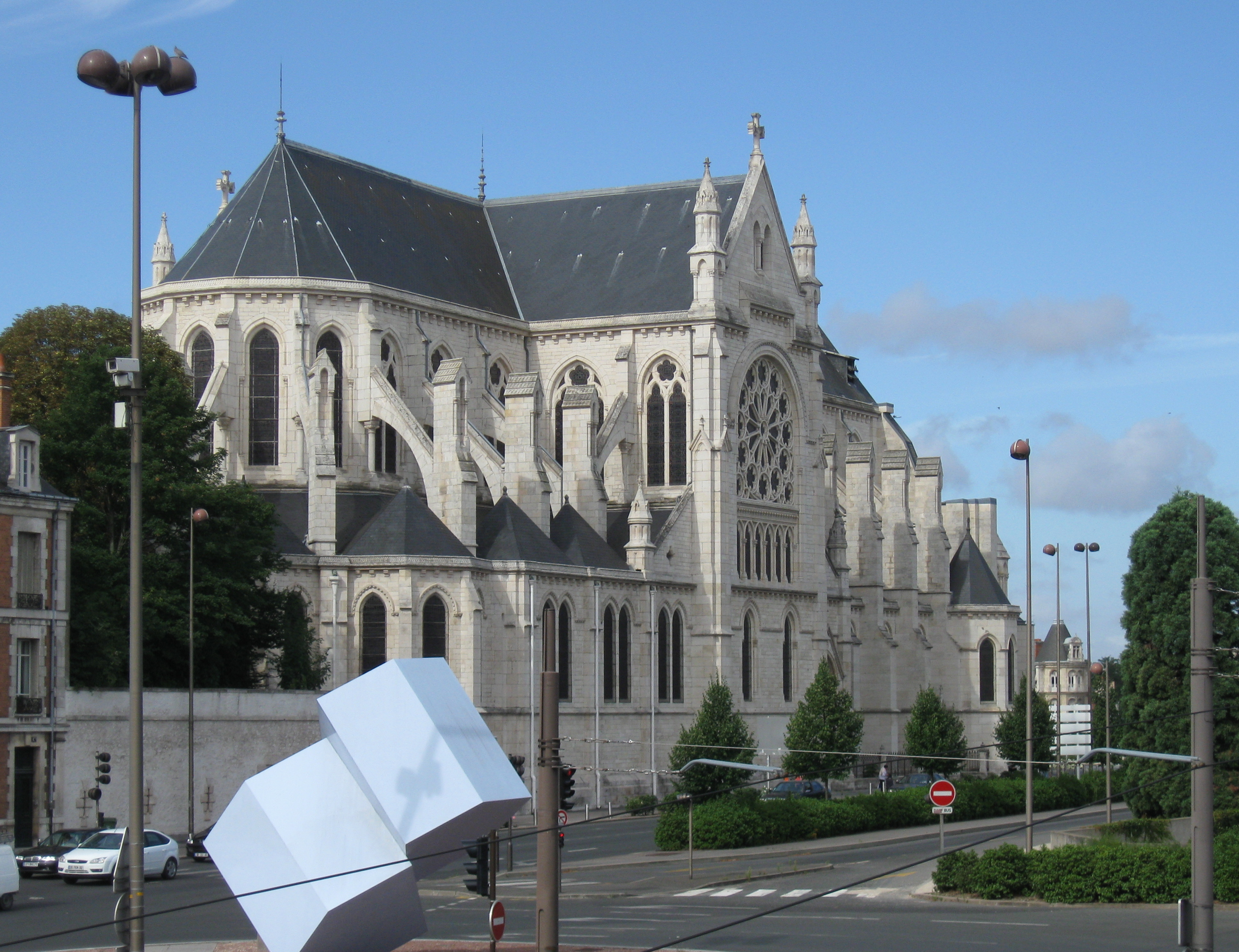
Saint-Paterne

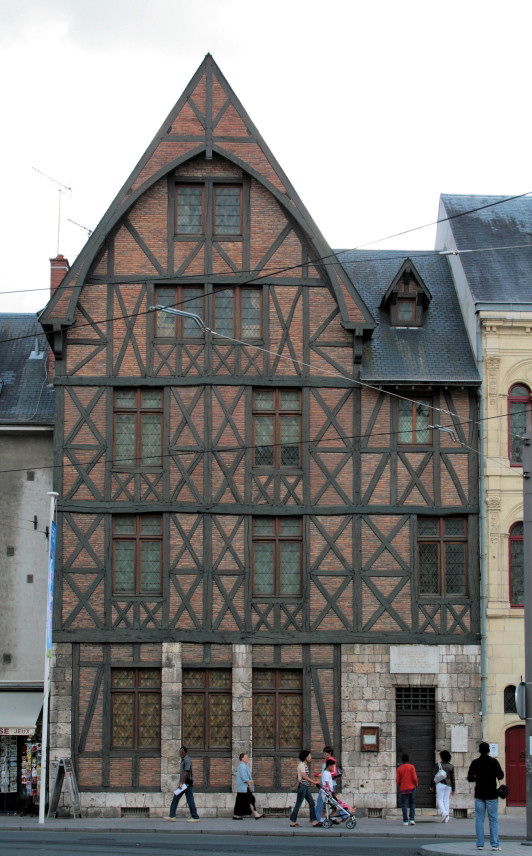
Wohnhaus von Jeanne d’Arc
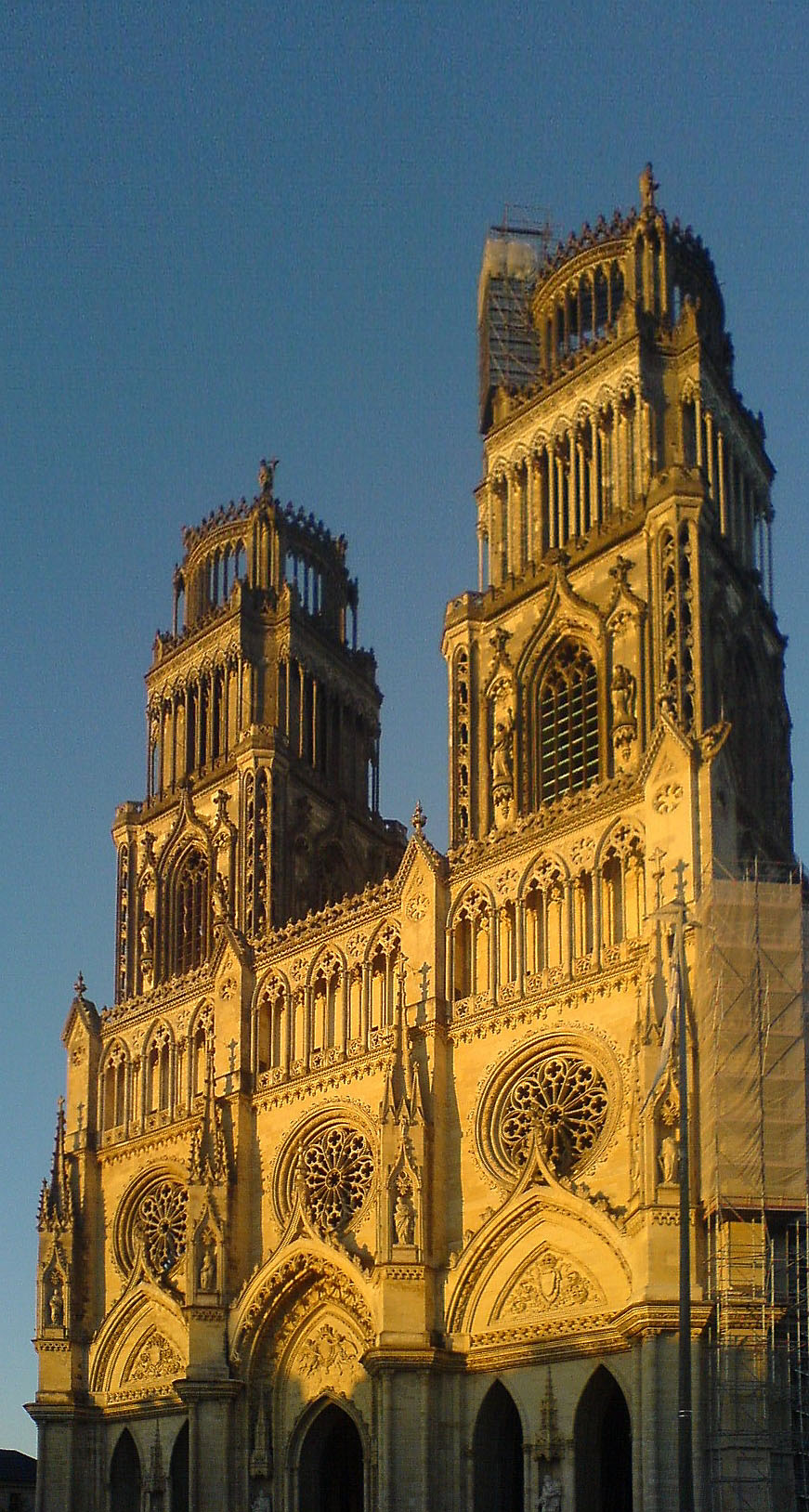
Cathédrale Sainte-Croix abends
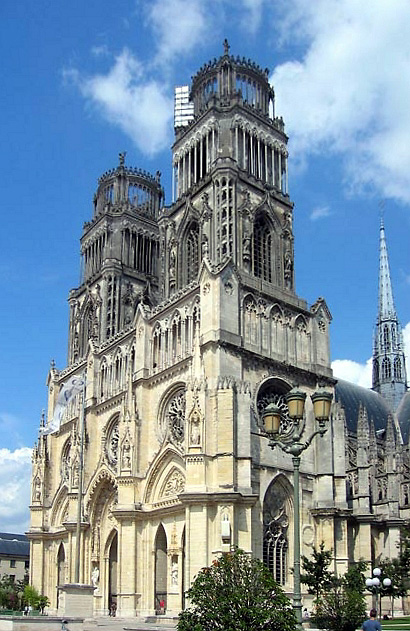
Cathédrale Sainte-Croix tagsüber
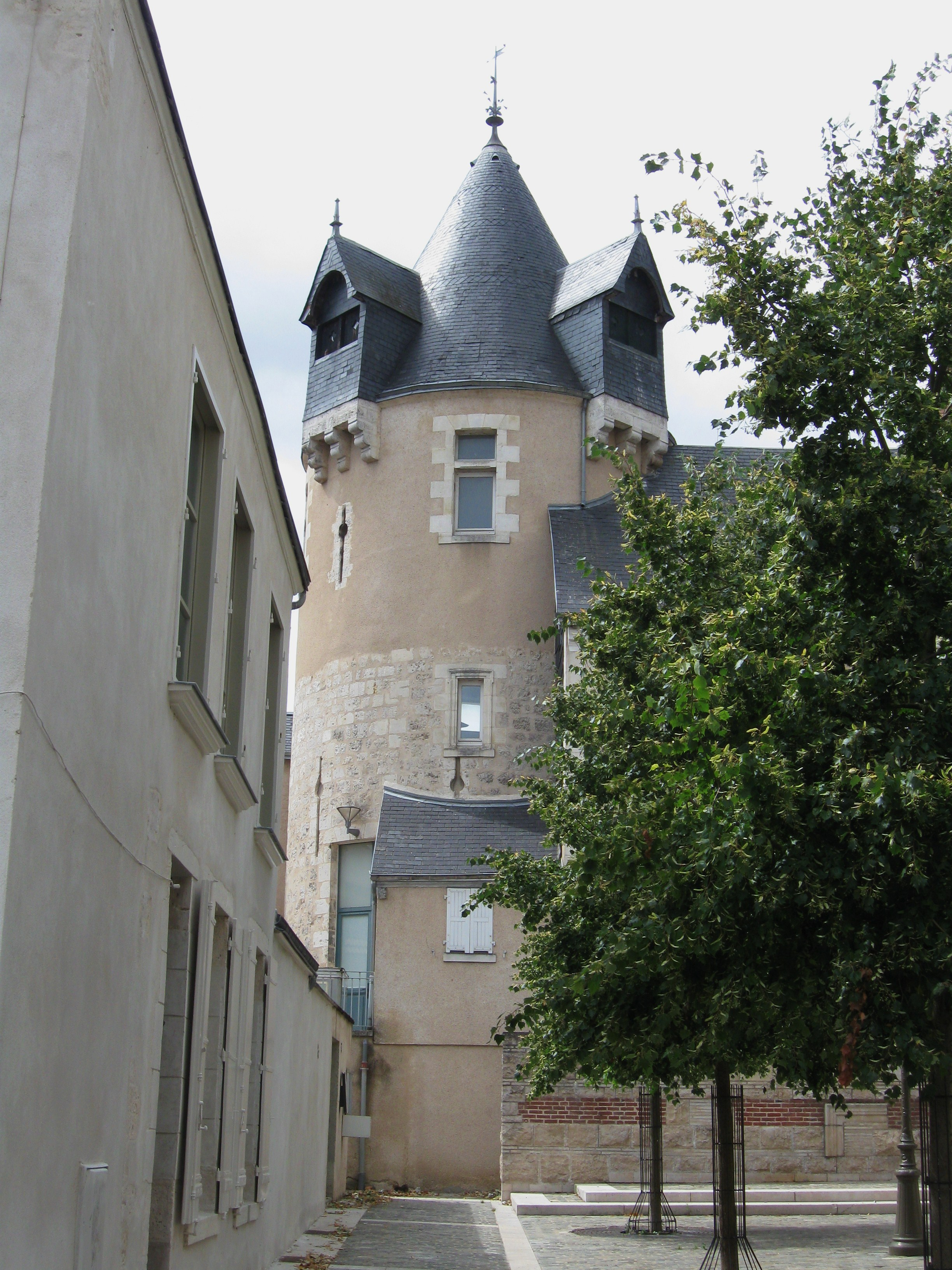
Weißer Turm
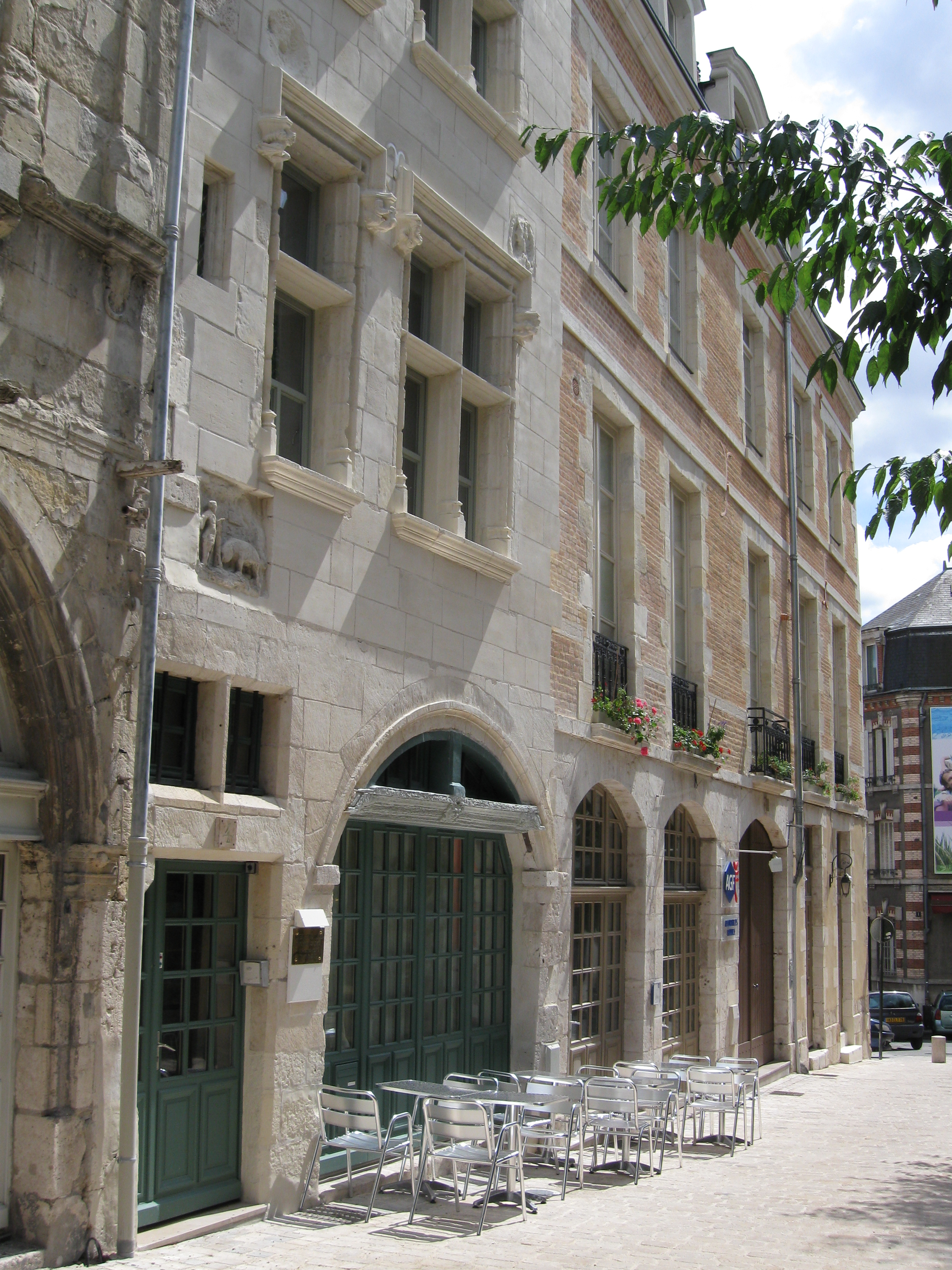
Altstadt
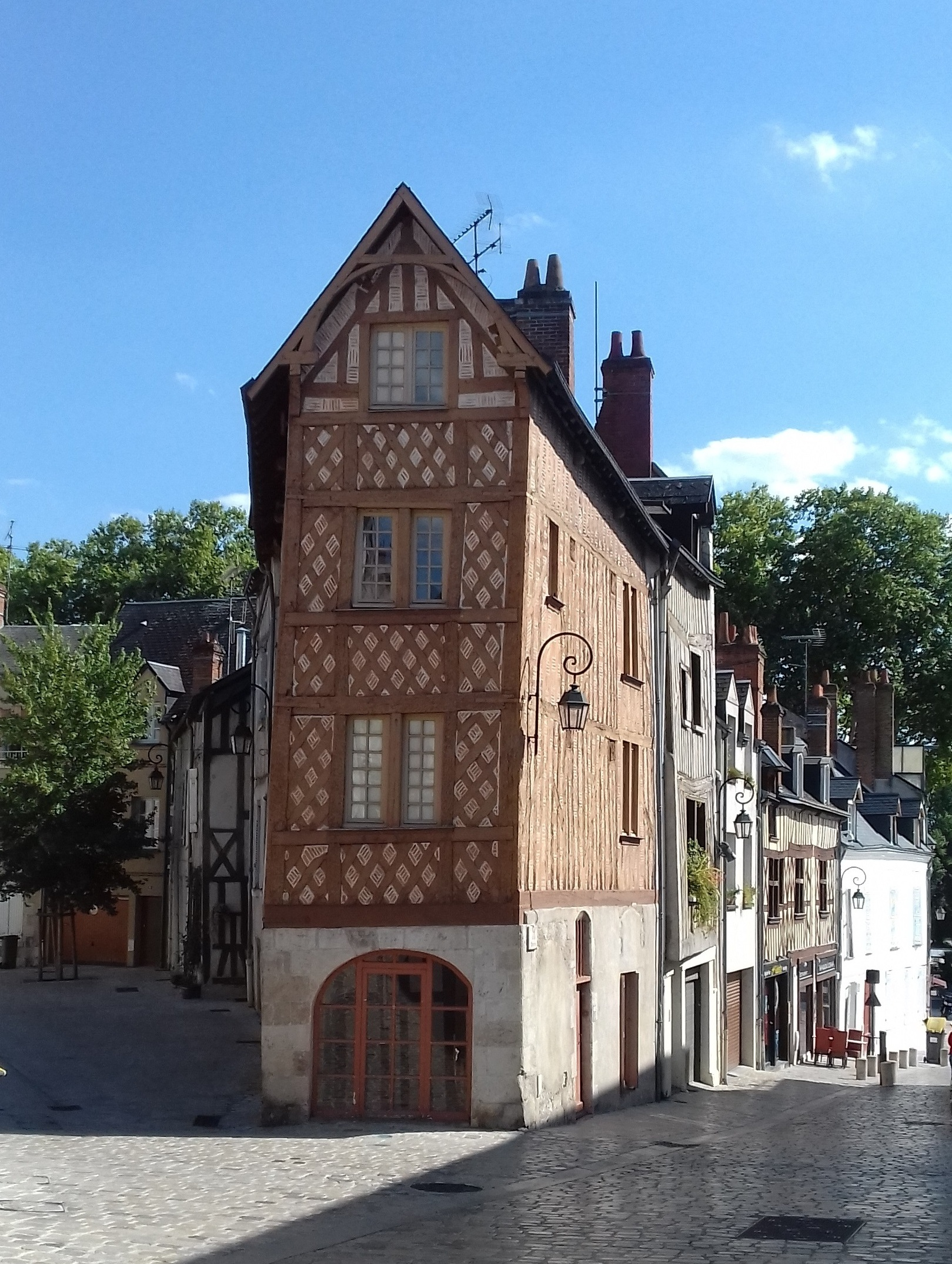
Fachwerkhaus
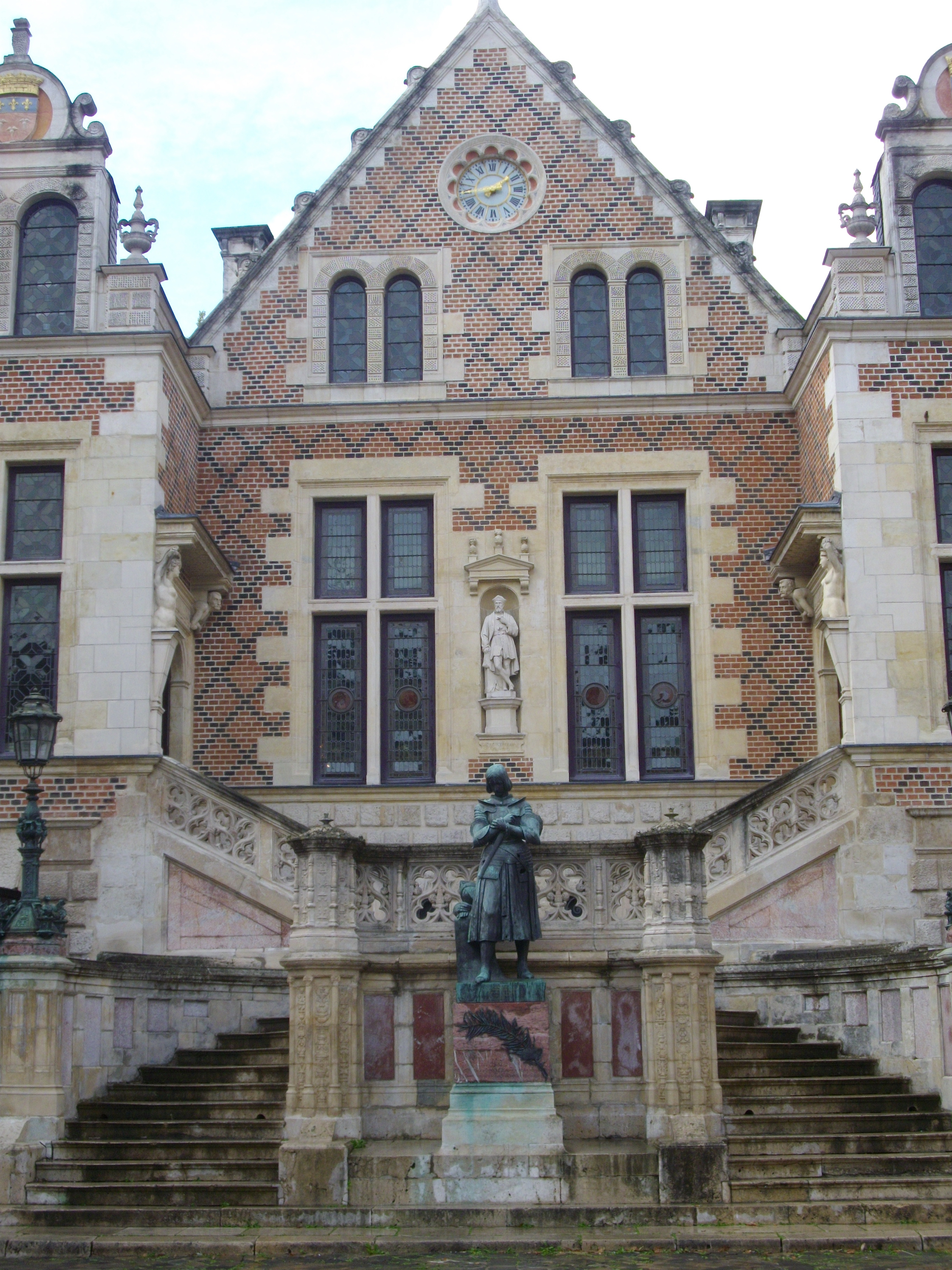
Hôtel Groslot

### Maison de Jeanne d’Arc
Im Haus von Jacques Boucher, dem Schatzmeister des Herzogs von Orléans, wohnte Jeanne d’Arc während ihres Aufenthalts in Orléans in den Monaten April und Mai 1429. 1909 wurde die Vorderfront um 2,50 m nach hinten verlegt, damit das Haus mit den Nachbargebäuden eine durchgehende Straßenfront bildet. 1940 wurde in den nach deutschen Bombenangriffen ausgebrochenen Bränden das Gebäude vollständig zerstört. Beim Wiederaufbau – ab 1961 – wurde der Zustand von 1909 wiederherstellt. Heute ist dort ein Museum untergebracht.
In Modellen und einem Diorama wird die Geschichte der Jungfrau von Orléans rekonstruiert und die Befreiung von der Belagerung Orléans am 8. Mai 1429 dargestellt.

### Kathedrale Sainte-Croix d’Orléans
Bekannteste Sehenswürdigkeit von Orléans ist die mächtige Cathédrale Sainte-Croix (Heiligkreuzkathedrale).
Die Kathedrale hat viele tiefgehende Zerstörungen hinter sich. Orléans war im Hundertjährigen Krieg ein Zentrum der Auseinandersetzungen zwischen England und Frankreich, bis es vom 5. bis 8. Mai 1429 von Jeanne d’Arc befreit wurde, der die Stadt später nicht nur ein Denkmal gesetzt hat, sondern der auch einige Fenster der Kathedrale gewidmet sind. Alljährlich wird am 7. und 8. Mai ein Fest zur Erinnerung an diese glorreiche Befreiung gefeiert.
Dann zerstörten Hugenottentruppen in der Nacht des 24. März 1568 die Kathedrale bis auf das 3. und 4. Joch des Langhauses, so dass ein weitgehender Neubau nötig wurde, der 1601 begonnen wurde. Dazu kamen schließlich im Zweiten Weltkrieg die Zerstörungen von deutschen und amerikanischen Truppen.

### Museen
- Hotel Cabu. Es beherbergt ein kleines Museum zur Stadtgeschichte und -archäologie.
- Musée des Beaux-Arts d’Orléans. Es ist seit der Gründung 1797 eines der ältesten französischen Provinzmuseen und enthält rund 2.000 Gemälde und 700 Skulpturen sowie die zweitgrößte Pastellsammlung in Frankreich nach dem Louvre.
- Musée-Mémorial des enfants du Vel’ d’Hiv. 1991 wurde auf Initiative der Städte Pithiviers, Beaune-la-Rolande, Jargeau und Orléans sowie der Universität Orléans, des Centre de documentation juive contemporaine, des Conseil représentatif des institutions juives de France (CRIF) und der Jüdischen Gemeinde von Orléans das Centre de Recherche sur les Camps d’Internement du Loiret (CERCIL, Forschungszentrum für die Internierungslager des Loiret) gegründet. Ziel des CERCIL ist es, das Wissen über die Geschichte der Lager im Loiret zu vertiefen und bekannt zu machen; es erstellt dazu Dokumentationen,  erforscht Archive und sammelt Aussagen von Zeitzeugen.
Seit 2011 ist dem Zentrum das Musée Mémorial des enfants du Vel’ d’Hiv angegliedert, das an das Schicksal der 4.000 Kinder vom Vel’ d’Hiver erinnert, die zwischen 1941 und 1943 in den Lagern Pithiviers und Beaune-la-Rolande interniert waren und anschließend nach Auschwitz-Birkenau deportiert wurden. Darüber hinaus will das Museum die gesamte  Geschichte der Internierungslager im Loiret (Beaune-la-Rolande, Pithiviers und Jargeau) während des Zweiten Weltkriegs nachzeichnen.[15]

## Städtepartnerschaften
Orléans hat zwölf Partnerstädte:
| Stadt        | Land                   | seit               |
| ------------ | ---------------------- | ------------------ |
| Dundee       | Vereinigtes Königreich | 1946               |
| Krakau       | Polen                  | 1992               |
| Kristiansand | Norwegen               | 1973               |
| Lugoj        | Rumänien               | 1994               |
| Münster      | Deutschland            | 1960               |
| New Orleans  | Vereinigte Staaten     | 2018               |
| Parakou      | Benin                  | 1993 (Kooperation) |
| Perm         | Russland               |                    |
| Saint-Flour  | Frankreich             | 1986               |
| Tarragona    | Spanien                | 1978               |
| Treviso      | Italien                | 1959               |
| Utsunomiya   | Japan                  | 1989               |
| Wichita      | Vereinigte Staaten     | 1973               |
| Yangzhou     | Volksrepublik China    | 2018               |

Die Partnerschaft mit Treviso wurde aufgrund diverser homosexuellenfeindlicher und rassistischer Äußerungen von Giancarlo Gentilini, dem Bürgermeister Trevisos, 18. Dezember 2007 vorübergehend ausgesetzt.

## Verkehr und Infrastruktur

### Individualverkehr

#### Autobahnen
Orléans ist ein Autobahnknotenpunkt: Die Autobahn A10, die Paris mit Bordeaux verbindet, verläuft in unmittelbarer Nähe der Stadt. Hier zweigt auch die A71 ab, die nach Clermont-Ferrand führt und dann als A75 zum Mittelmeer führt. Die A19 verbindet die A10 (Paris-Orléans) mit den Autobahnen A6 (Paris-Auxerre-Beaune-Lyon) und A5.

#### Nationalstraßen
Wichtige Parallelen zu den Autobahnen bzw. Querverbindungen sind die Nationalstraßen:
- RN 60 Orléans – Troyes
- RN 152 Angers – Fontainebleau, diese Straße wurde auf Teilstrecken zu einer Départementsstraße herabgestuft.
- RN 157 Orléans – Le Mans – Rennes;

### Öffentlicher Verkehr

#### Eisenbahn
Orléans wurde schon frühzeitig, nämlich 1843 an das Eisenbahnnetz, als Endstation der Strecke Paris–Orléans, angeschlossen. Es entstand aber ein Kopfbahnhof, was sich beim weiteren Ausbau des Netzes als hinderlich erwies. Deswegen wurde 10 Jahre später in der Gemeinde Fleury-les-Aubrais ein neuer Bahnhof Les-Aubrais-Orleans errichtet. Viele Züge der entstehenden Fernverbindungen z. B. Paris–Orléans–Tours und Paris–Orléans–Clermont-Ferrand fuhren seitdem nicht mehr bis Orléans, sondern verlassen nach einem Halt in Fleury die ursprüngliche Strecke, umfuhren das Stadtgebiet von Orléans und ersparten sich damit das zeitraubende Kopfmachen an der Endstation. Heute (Stand 2019) fahren Züge nach Tours bzw. St. Pierre-des-Corps und Bordeaux meist auf der westlicheren LGV Atlantique, Züge nach Clermont-Ferrand östlicher über Nevers. Die meisten Regionalzüge auf den Strecken nach Paris, Blois–Tours–Nantes, Vierzon–Châteauroux und Borges–Nevers halten nunmehr in Orléans, nur wenige Züge nach Toulouse und nach Tours halten nur in Les-Aubrais-Orleans im Ort Fleury-les-Aubrais.
Die um ca. 1970 geplante Einschienen-Luftkissenschwebebahn Aérotrain wurde nicht verwirklicht. Nördlich von Orléans wurde ein 18 km langes Teilstück als Versuchsstrecke gebaut. Sie sollte Teil der Strecke Paris–Orléans werden.
Orléans hat bis heute keinen Anschluss an den Hochgeschwindigkeitsverkehr. Ausnahme bildet ein TGV-Zugpaar Brive-la-Gaillarde-Roissy mit je einem Halt pro Tag in Fleury-les-Aubrais.

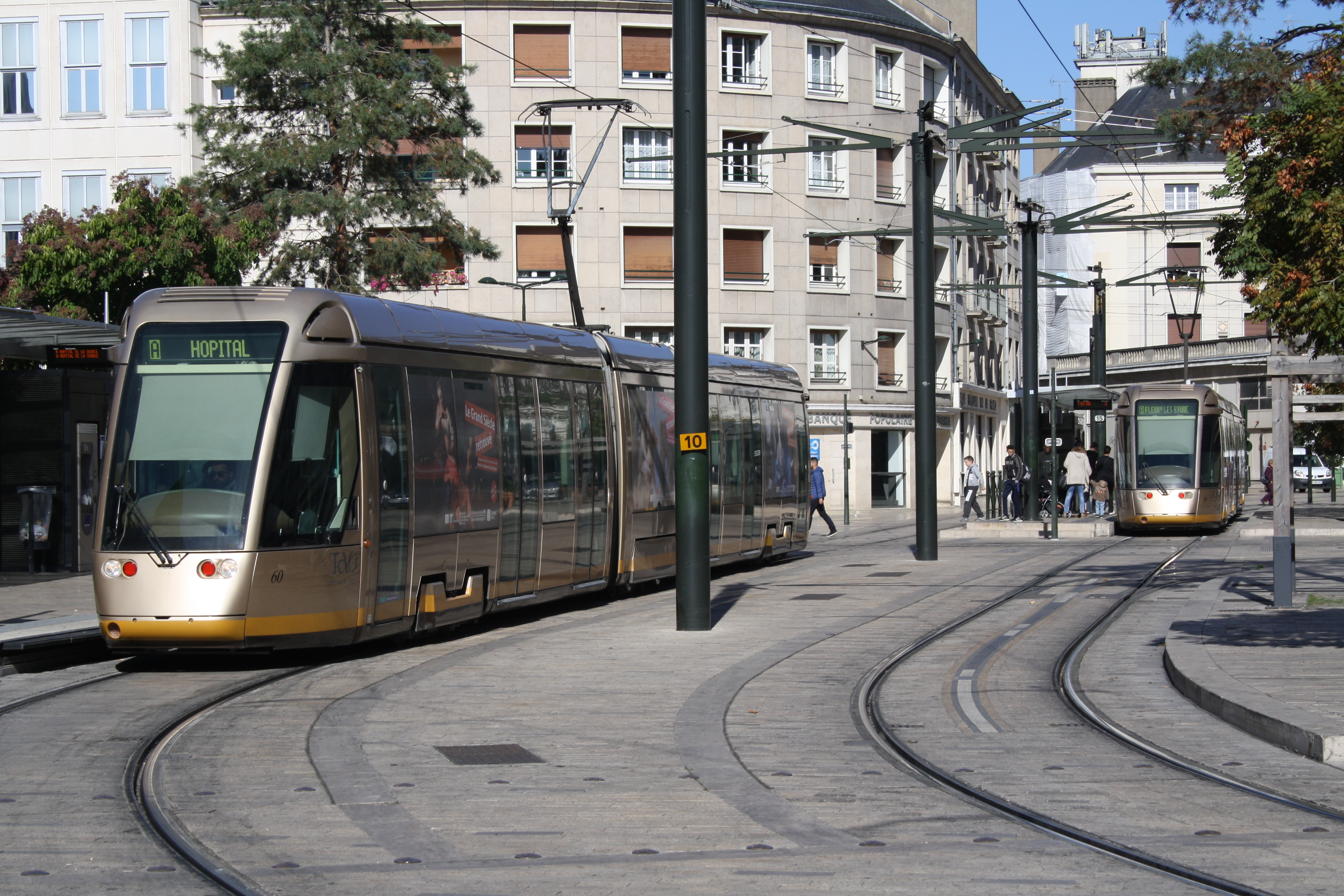
Straßenbahnwagen an der Place du Général de Gaulle

#### Stadtverkehr
Der öffentliche Personennahverkehr im Gebiet des Gemeindezweckverbands wird von der Gesellschaft Transports de l’agglomération Orléanaise (mit dem Kürzel TAO) durchgeführt. Die TAO beschäftigt über 700 Angestellte, darunter fast 500 Bus- und Straßenbahnfahrer. Zum Einsatz kommen 220 Busse, davon 60 % mit Niederfluranteil, die auf mehr als 30 verschiedenen Linien fahren, und 22 Straßenbahnzüge. Täglich legen die Fahrzeuge der TAO rd. 40 000 km zurück und bedienen 1280 Haltestellen (Zahlen gelten für 2009). Der Busbetrieb endet aber schon am frühen Abend.
Mit den Fahrkarten der TAO können auch die Personenzüge zwischen den Bahnhöfen Orléans-Les Aubrais, Orléans, La Chapelle St-Mesmin und St-Cyr-en-Val benützt werden. Dieses Angebot nennt sich TER-Bus.
Die am 27. November 2000 eröffnete Straßenbahnlinie A verläuft in Nord-Süd-Richtung. Am 30. Juni 2012 wurde die von West nach Ost verlaufende Linie B, die ihren Strom in der Innenstadt aus einer Stromschiene bezieht, in Betrieb genommen.

## Hochschulen
Die Universität Orléans liegt in der ab 1959 erbauten Vorstadt Orléans-la-Source und umfasst die Bereiche Lettres (Geisteswissenschaften), Langues et Sciences Humaines (Sprachen und Sozialwissenschaften), Droit (Jura), Économie et Gestion (Wirtschaftswissenschaften und Management), Sciences (Naturwissenschaften) sowie Sciences et Techniques des Activités Physiques et Sportives (STAPS) – Sportwissenschaften. Weiter ist der Universität Orléans das Institut universitaire de technologie (Institut für Technologie) angeschlossen und das Institut d’administration des entreprises (Institut für Unternehmensmanagement). Die 2002 aus der Zusammenlegung zweier lokaler Ingenieurshochschulen entstandene Technische Universität Polytech Orléans ist eine der drei größten Technischen Hochschulen Frankreichs.

## Grünflächen und Naherholungsgebiete

### Parc floral de la Source

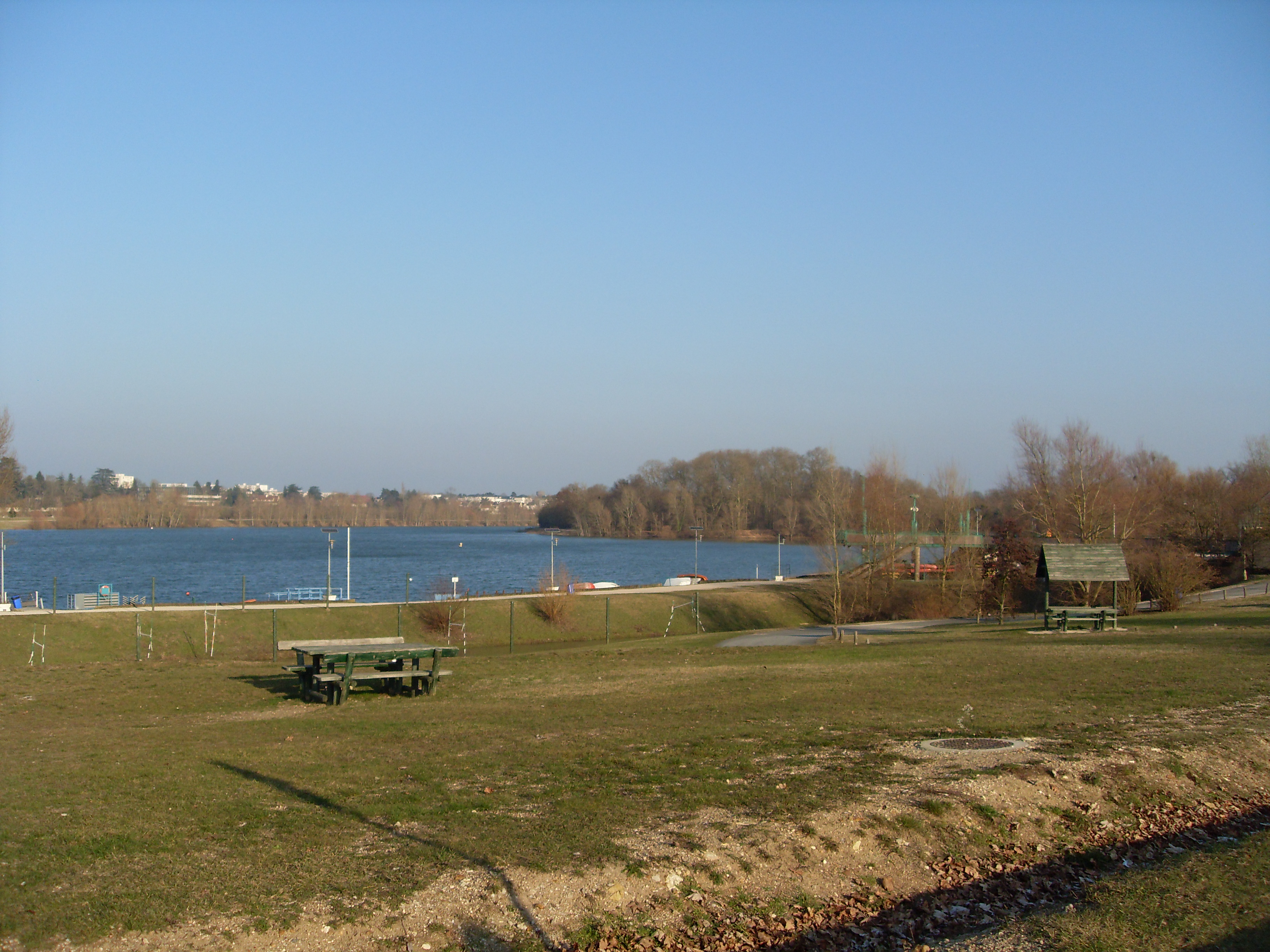
Freizeitzentrum Ile Charlemagne

Dieser Park befindet sich im südlichsten Stadtviertel von Orléans in Orléans-La Source. Er wurde ab 1963 angelegt, ist 35 ha groß und hier fand 1967 eine Internationale Gartenschau statt, welche im Laufe dieses Jahres rund 2,3 Millionen Besucher anlockte. Man findet hier 101 Arten von Bäumen, ein Gewächshaus mit exotischen Pflanzen und Schmetterlingshaus. Zentrum des Parks ist die Karstquelle des Loiret. Der an den Park grenzende Campus der Universität Orléans entstand ab 1961 in einem Teil der Satellitenstadt Quartier de la Source. Die Universitätsleitung hat das Schloss Château de la Source nahe der Quelle des Loiret bezogen.

### Ile Charlemagne
Trotz des Namens ist dieses auf dem linksseitigen Loireufer gelegene, rund 70 ha umfassende Gebiet nur bei Hochwasser der Loire eine Insel. Der Bach (genannt „Rio“), der die Insel vom Festland trennt, ist die meiste Zeit mehr oder weniger trocken. Die Insel gehört katastermäßig zum Gebiet der Gemeinde Saint-Jean-le-Blanc. Grundstückseigner ist aber seit den 1970er Jahren die Stadt Orléans. Ein 33 ha großer Baggersee wurde für Wassersport aller Art hergerichtet. Für Besucher gibt es ausreichend Parkplätze sowie Rad- und Wanderwege. In den Sommermonaten bietet ein Shuttlebus eine weitere Verbindung zum Stadtzentrum.

## Persönlichkeiten
Söhne und Töchter der Stadt
- Eucherius von Orléans (um 694–738), Bischof von Orléans
- Stephan von Tournai (1128–1203), Bischof von Tournai
- Jacques Guillemeau (1549–1613), Chirurg und Geburtshelfer, Schwiegersohn von Ambroise Paré[21]
- Marie Touchet (1549–1638), Geliebte des Königs Karl IX. von Frankreich
- Jean de L’Aubespine (um 1558–1596), Geistlicher; Bischof von Limoges und Bischof von Orléans
- Jean Claveret (um 1600–1666), Dramatiker und Übersetzer
- Isaak Jogues (1607–1646), heiliggesprochener Missionar
- Benoît Pelletier-Volméranges (1756–1824), Schauspieler, Dramatiker und Schauspiellehrer
- Jean-Baptiste Meunier (1786–1858), naturwissenschaftlicher Illustrator
- Félix Cazot (1790–1857), Musikpädagoge und Komponist
- Étienne Lauréault de Foncemagne (1694–1779), Gelehrter
- Brizard (1721–1791), Schauspieler
- Jean Marc Bourgery (1797–1849), Anatom
- Charles Lassailly (1806–1843), Schriftsteller
- Atala Beauchêne (1814–1894), Schauspielerin
- Alexandre Antigna (1817–1878), Maler
- Charles Barbara (1817–1866), Schriftsteller
- Gustave Vapereau (1819–1906), Lexikograf und Publizist
- Eugène Caillaux (1822–1896), Politiker
- Juliette Dillon (1823–1854), Musikerin
- Georges Lafenestre (1837–1919), Schriftsteller und Kunstkritiker
- Alfred Cornu (1841–1902), Physiker
- Henri Lavedan (1859–1940), Schriftsteller und Journalist
- Arthur Groussier (1863–1957), Gewerkschafter, Freimaurer und Politiker
- Jeanne Berta Semmig (1867–1958), deutsche Schriftstellerin
- Charles Péguy (1873–1914), Schriftsteller
- Georges Blanchard (1877–1954), General des Heeres
- Georges Fleury (1878–1968), Radrennfahrer
- Maurice Asselin (1882–1947), Landschafts-, Stillleben- und Aktmaler sowie Radierer, Lithograf und Aquarellist
- Édouard Mignan (1884–1969), Organist und Komponist
- Suzanne Grinberg (1888–1972), Anwältin, Feministin und Pazifistin
- Pierre Jamet (1893–1991), Harfenist und Musikpädagoge
- Bernard Schmetz (1904–1966), Fechter
- Jean Zay (1904–1944), Politiker und Minister
- Bernard Boyer (1934–2018), Rennwagenkonstrukteur und Autorennfahrer
- Jean-Louis Ferrary (1948–2020), Althistoriker
- Gérard Foussier (* 1949), Journalist und Autor
- Bruno Bini (* 1954), Fußballspieler und -trainer
- Cyril Neveu (* 1956), Motorradrennfahrer
- Erick Zonca (* 1956), Filmregisseur und Drehbuchautor
- Patrick Bornhauser (* 1957), Autorennfahrer und Unternehmer
- Patrick Le Hyaric (* 1957), Journalist und Politiker
- Jean-Yves Béziau (* 1965), Philosoph, Professor und Forscher des brasilianischen Forschungsrates „CNPq“
- Bruno Gutzeit (* 1966), Schwimmer
- Olivier Thévenin (* 1968), Autorennfahrer
- Christophe Tinseau (* 1969), Autorennfahrer
- Arnaud Méthivier (* 1971), Akkordeonist
- David Thion (* 1971), Filmproduzent
- Lionel Medeiros (* 1977), portugiesischer Fußballspieler
- Anthony Rodriguez (* 1979), Judoka
- Sophie Adriansen (* 1982), Schriftstellerin
- Dosseh (* 1985), Rapper
- Thomas Bonnin (* 1989), Radrennfahrer
- Marion Sicot (* 1992), Duathletin und Triathletin
- Anaëlle Tourret (* 1992), Harfenistin
- Chérif Quenum (* 1993), Fußballspieler
- Thomas Basila (* 1999), Fußballspieler
- Paul Joly (* 2000), Fußballspieler
- Ange Loïc N’Gatta (* 2003), französisch-ivorischer Fußballspieler
- Evann Girault (* 2004), französisch-nigrischer Fechter